# Мафраш
Мафраш (араб. المفرش) — ковровый сундук, традиционные для Востока постельники, представлявшие из себя мешки из карпетной ткани, которые предназначались для хранения постельных приднадлежностей. Мафраши являлись довольно вместительными длиной 1,2-1,5 м, шириной и глубиной 0,4-0,6 м.
В быту в него складывали и перевозили постельные принадлежности, другие предметы. Мафраши ткались во всех регионах Азербайджана — Газахе, Гарабахе, Нахчиване, Ширване, Баку и Южном Азербайджане. Мафраш выткан из шерсти, украшен крючкообразными элементами.